# Puchar Świata w łyżwiarstwie szybkim 2002/2003
Puchar Świata w łyżwiarstwie szybkim 2002/2003 był 18. edycją tej imprezy. Cykl rozpoczął się w norweskim Hamar 9 listopada 2002 roku, a zakończył 9 marca 2003 roku w holenderskim Heerenveen.
Puchar Świata rozgrywano w 8 miastach, w 7 krajach, na 3 kontynentach. Dwukrotnie łyżwiarzy gościło Heerenveen.
Wśród kobiet triumfowały: Niemka Monique Garbrecht-Enfeldt na 500 m i 1000 m, Kanadyjka Cindy Klassen na 1500 m oraz kolejna Niemka – Claudia Pechstein w klasyfikacji 3000/5000 m. Wśród mężczyzn zwyciężali: Kanadyjczyk Jeremy Wotherspoon na 500 m, Holender Erben Wennemars na 1000 m i jego rodak Carl Verheijen w klasyfikacji 5000/10 000 m oraz Rosjanin Jewgienij Łalenkow na 1500 m.

## Medaliści zawodów

### Kobiety

#### Wyniki
| Data                 | Miejsce                                                        | Konkurencja                                                    | Zwycięzca                                                      | 2. miejsce                                                     | 3. miejsce                                                     |
| -------------------- | -------------------------------------------------------------- | -------------------------------------------------------------- | -------------------------------------------------------------- | -------------------------------------------------------------- | -------------------------------------------------------------- |
| 9-10 listopada 2002  | Hamar                                                          | 3000 m (9 listopada)                                           | Claudia Pechstein                                              | Barbara de Loor                                                | Cindy Klassen                                                  |
| 9-10 listopada 2002  | Hamar                                                          | 1500 m (10 listopada)                                          | Cindy Klassen                                                  | Claudia Pechstein                                              | Jennifer Rodriguez                                             |
| 16-17 listopada 2002 | Erfurt                                                         | 3000 m (16 listopada)                                          | Clara Hughes                                                   | Claudia Pechstein                                              | Cindy Klassen                                                  |
| 16-17 listopada 2002 | Erfurt                                                         | 1500 m (17 listopada)                                          | Cindy Klassen                                                  | Claudia Pechstein                                              | Anni Friesinger                                                |
| 23-24 listopada 2002 | Heerenveen                                                     | 5000 m (23 listopada)                                          | Claudia Pechstein                                              | Clara Hughes                                                   | Barbara de Loor                                                |
| 23-24 listopada 2002 | Heerenveen                                                     | 1500 m (24 listopada)                                          | Cindy Klassen                                                  | Claudia Pechstein                                              | Annamarie Thomas                                               |
| 7-8 grudnia 2002     | Nagano                                                         | 500 m (7 grudnia)                                              | Shihomi Shin’ya                                                | Catriona Le May Doan                                           | Wang Manli                                                     |
| 7-8 grudnia 2002     | Nagano                                                         | 1000 m (7 grudnia)                                             | Monique Garbrecht-Enfeldt                                      | Aki Tonoike                                                    | Sabine Völker                                                  |
| 7-8 grudnia 2002     | Nagano                                                         | 500 m (8 grudnia)                                              | Sayuri Ōsuga                                                   | Monique Garbrecht-Enfeldt                                      | Wang Manli                                                     |
| 7-8 grudnia 2002     | Nagano                                                         | 1000 m (8 grudnia)                                             | Monique Garbrecht-Enfeldt                                      | Chris Witty                                                    | Catriona Le May Doan                                           |
| 14-15 grudnia 2002   | Harbin                                                         | 500 m (14 grudnia)                                             | Monique Garbrecht-Enfeldt                                      | Jenny Wolf                                                     | Catriona Le May Doan                                           |
| 14-15 grudnia 2002   | Harbin                                                         | 1000 m (14 grudnia)                                            | Monique Garbrecht-Enfeldt                                      | Aki Tonoike                                                    | Chris Witty                                                    |
| 14-15 grudnia 2002   | Harbin                                                         | 100 m (15 grudnia)                                             | Monique Garbrecht-Enfeldt                                      | Swietłana Żurowa                                               | Wang Manli                                                     |
| 14-15 grudnia 2002   | Harbin                                                         | 500 m (15 grudnia)                                             | Monique Garbrecht-Enfeldt                                      | Chris Witty                                                    | Swietłana Żurowa                                               |
| 3-5 stycznia 2003    | 100. mistrzostwa Europy w wieloboju 2003 – Heerenveen          | 100. mistrzostwa Europy w wieloboju 2003 – Heerenveen          | 100. mistrzostwa Europy w wieloboju 2003 – Heerenveen          | 100. mistrzostwa Europy w wieloboju 2003 – Heerenveen          | 100. mistrzostwa Europy w wieloboju 2003 – Heerenveen          |
| 11-12 stycznia 2003  | Salt Lake City                                                 | 500 m (11 stycznia)                                            | Monique Garbrecht-Enfeldt                                      | Catriona Le May Doan                                           | Sayuri Ōsuga                                                   |
| 11-12 stycznia 2003  | Salt Lake City                                                 | 1000 m (11 stycznia)                                           | Jennifer Rodriguez                                             | Monique Garbrecht-Enfeldt                                      | Chris Witty                                                    |
| 11-12 stycznia 2003  | Salt Lake City                                                 | 500 m (12 stycznia)                                            | Monique Garbrecht-Enfeldt                                      | Wang Manli                                                     | Tomomi Okazaki                                                 |
| 11-12 stycznia 2003  | Salt Lake City                                                 | 1000 m (12 stycznia)                                           | Monique Garbrecht-Enfeldt                                      | Jennifer Rodriguez                                             | Chris Witty                                                    |
| 18-19 stycznia 2003  | 34. Mistrzostwa świata w wieloboju sprinterskim 2003 – Calgary | 34. Mistrzostwa świata w wieloboju sprinterskim 2003 – Calgary | 34. Mistrzostwa świata w wieloboju sprinterskim 2003 – Calgary | 34. Mistrzostwa świata w wieloboju sprinterskim 2003 – Calgary | 34. Mistrzostwa świata w wieloboju sprinterskim 2003 – Calgary |
| 8-9 lutego 2003      | 97. mistrzostwa świata w wieloboju 2003 – Göteborg             | 97. mistrzostwa świata w wieloboju 2003 – Göteborg             | 97. mistrzostwa świata w wieloboju 2003 – Göteborg             | 97. mistrzostwa świata w wieloboju 2003 – Göteborg             | 97. mistrzostwa świata w wieloboju 2003 – Göteborg             |
| 15-16 lutego 2003    | Baselga di Pinè                                                | 1500 m (15 lutego)                                             | Anni Friesinger                                                | Cindy Klassen                                                  | Jennifer Rodriguez                                             |
| 15-16 lutego 2003    | Baselga di Pinè                                                | 3000 m (16 lutego)                                             | Anni Friesinger                                                | Claudia Pechstein                                              | Cindy Klassen                                                  |
| 1-2 marca 2003       | Inzell                                                         | 500 m (1 marca)                                                | Monique Garbrecht-Enfeldt                                      | Catriona Le May Doan                                           | Wang Manli                                                     |
| 1-2 marca 2003       | Inzell                                                         | 1000 m (1 marca)                                               | Monique Garbrecht-Enfeldt                                      | Anni Friesinger                                                | Catriona Le May Doan                                           |
| 1-2 marca 2003       | Inzell                                                         | 500 m (2 marca)                                                | Monique Garbrecht-Enfeldt                                      | Catriona Le May Doan Marianne Timmer                           |                                                                |
| 7-9 marca 2003       | Heerenveen                                                     | 500 m (7 marca)                                                | Monique Garbrecht-Enfeldt                                      | Anżalika Kaciuha Wang Manli                                    |                                                                |
| 7-9 marca 2003       | Heerenveen                                                     | 1500 m (7 marca)                                               | Cindy Klassen                                                  | Jennifer Rodriguez                                             | Anni Friesinger                                                |
| 7-9 marca 2003       | Heerenveen                                                     | 500 m (8 marca)                                                | Monique Garbrecht-Enfeldt                                      | Catriona Le May Doan                                           | Swietłana Żurowa                                               |
| 7-9 marca 2003       | Heerenveen                                                     | 1000 m (8 marca)                                               | Jennifer Rodriguez                                             | Chris Witty                                                    | Monique Garbrecht-Enfeldt                                      |
| 7-9 marca 2003       | Heerenveen                                                     | 3000 m (8 marca)                                               | Anni Friesinger                                                | Cindy Klassen                                                  | Gretha Smit                                                    |
| 7-9 marca 2003       | Heerenveen                                                     | 1000 m (9 marca)                                               | Marianne Timmer                                                | Chris Witty                                                    | Anżalika Kaciuha                                               |
| 14-16 marca 2003     | 7. mistrzostwa świata na dystansach 2003 – Berlin              | 7. mistrzostwa świata na dystansach 2003 – Berlin              | 7. mistrzostwa świata na dystansach 2003 – Berlin              | 7. mistrzostwa świata na dystansach 2003 – Berlin              | 7. mistrzostwa świata na dystansach 2003 – Berlin              |

#### Klasyfikacje
| Lp. | Zawodnik                  | Punkty |
| --- | ------------------------- | ------ |
| 1.  | Monique Garbrecht-Enfeldt | 940    |
| 2.  | Catriona Le May Doan      | 816    |
| 3.  | Sayuri Ōsuga              | 617    |
| 4.  | Shihomi Shin’ya           | 578    |
| 5.  | Wang Manli                | 568    |
| 6.  | Swietłana Żurowa          | 562    |
| 7.  | Jenny Wolf                | 444    |
| 8.  | Pamela Zoellner           | 381    |
| 9.  | Yukari Watanabe           | 374    |
| 10. | Marianne Timmer           | 362    |

| Lp. | Zawodnik                  | Punkty |
| --- | ------------------------- | ------ |
| 1.  | Monique Garbrecht-Enfeldt | 750    |
| 2.  | Chris Witty               | 616    |
| 3.  | Anżalika Kaciuha          | 416    |
| 4.  | Marianne Timmer           | 414    |
| 5.  | Catriona Le May Doan      | 375    |
| 6.  | Shihomi Shin’ya           | 367    |
| 7.  | Becky Sundstrom           | 354    |
| 8.  | Jennifer Rodriguez        | 325    |
| 9.  | Aki Tonoike               | 309    |
| 10. | Swietłana Żurowa          | 309    |

| Lp. | Zawodnik           | Punkty |
| --- | ------------------ | ------ |
| 1.  | Cindy Klassen      | 530    |
| 2.  | Claudia Pechstein  | 380    |
| 3.  | Jennifer Rodriguez | 370    |
| 4.  | Anni Friesinger    | 290    |
| 5.  | Annamarie Thomas   | 252    |
| 6.  | Daniela Anschütz   | 212    |
| 7.  | Renate Groenewold  | 202    |
| 8.  | Barbara de Loor    | 189    |
| 9.  | Kristina Groves    | 176    |
| 10. | Swietłana Bażanowa | 153    |

| Lp. | Zawodnik               | Punkty |
| --- | ---------------------- | ------ |
| 1.  | Claudia Pechstein      | 445    |
| 2.  | Clara Hughes           | 380    |
| 3.  | Cindy Klassen          | 349    |
| 4.  | Daniela Anschütz       | 261    |
| 5.  | Catherine Raney        | 252    |
| 6.  | Anni Friesinger        | 245    |
| 7.  | Barbara de Loor        | 181    |
| 8.  | Gretha Smit            | 175    |
| 9.  | Kristina Groves        | 171    |
| 10. | Jenita Hulzebosch-Smit | 164    |

### Mężczyźni

#### Wyniki
| Data                 | Miejsce                                                        | Konkurencja                                                    | Zwycięzca                                                      | 2. miejsce                                                     | 3. miejsce                                                     |
| -------------------- | -------------------------------------------------------------- | -------------------------------------------------------------- | -------------------------------------------------------------- | -------------------------------------------------------------- | -------------------------------------------------------------- |
| 9-10 listopada 2002  | Hamar                                                          | 1500 m (9 listopada)                                           | Jewgienij Łalenkow                                             | Erben Wennemars                                                | Derek Parra                                                    |
| 9-10 listopada 2002  | Hamar                                                          | 5000 m (10 listopada)                                          | Gianni Romme                                                   | Bob de Jong                                                    | Carl Verheijen                                                 |
| 16-17 listopada 2002 | Erfurt                                                         | 1500 m (16 listopada)                                          | Derek Parra                                                    | Jewgienij Łalenkow                                             | Aleksandr Kibałko                                              |
| 16-17 listopada 2002 | Erfurt                                                         | 5000 m (17 listopada)                                          | Carl Verheijen                                                 | Bob de Jong                                                    | Jochem Uytdehaage                                              |
| 23-24 listopada 2002 | Heerenveen                                                     | 1500 m (23 listopada)                                          | Erben Wennemars                                                | Jewgienij Łalenkow                                             | Derek Parra                                                    |
| 23-24 listopada 2002 | Heerenveen                                                     | 10 000 m (24 listopada)                                        | Carl Verheijen                                                 | Lasse Sætre                                                    | Bob de Jong                                                    |
| 7-8 grudnia 2002     | Nagano                                                         | 500 m (7 grudnia)                                              | Jeremy Wotherspoon                                             | Hiroyasu Shimizu                                               | Jōji Katō                                                      |
| 7-8 grudnia 2002     | Nagano                                                         | 1000 m (7 grudnia)                                             | Erben Wennemars                                                | Nick Pearson                                                   | Jan Bos                                                        |
| 7-8 grudnia 2002     | Nagano                                                         | 500 m (8 grudnia)                                              | Jeremy Wotherspoon                                             | Hiroyasu Shimizu                                               | Gerard van Velde                                               |
| 7-8 grudnia 2002     | Nagano                                                         | 1000 m (8 grudnia)                                             | Jan Bos                                                        | Gerard van Velde                                               | Nick Pearson                                                   |
| 14-15 grudnia 2002   | Harbin                                                         | 500 m (14 grudnia)                                             | Jeremy Wotherspoon                                             | Jōji Katō                                                      | Hiroyasu Shimizu                                               |
| 14-15 grudnia 2002   | Harbin                                                         | 1000 m (14 grudnia)                                            | Erben Wennemars                                                | Jeremy Wotherspoon                                             | Gerard van Velde                                               |
| 14-15 grudnia 2002   | Harbin                                                         | 100 m (15 grudnia)                                             | Jeremy Wotherspoon                                             | Yu Fengtong                                                    | Tomonori Kawata                                                |
| 14-15 grudnia 2002   | Harbin                                                         | 500 m (15 grudnia)                                             | Jan Bos                                                        | Gerard van Velde                                               | Erben Wennemars                                                |
| 3-5 stycznia 2003    | 100. mistrzostwa Europy w wieloboju 2003 – Heerenveen          | 100. mistrzostwa Europy w wieloboju 2003 – Heerenveen          | 100. mistrzostwa Europy w wieloboju 2003 – Heerenveen          | 100. mistrzostwa Europy w wieloboju 2003 – Heerenveen          | 100. mistrzostwa Europy w wieloboju 2003 – Heerenveen          |
| 11-12 stycznia 2003  | Salt Lake City                                                 | 500 m (11 stycznia)                                            | Jeremy Wotherspoon                                             | Jōji Katō                                                      | Erben Wennemars                                                |
| 11-12 stycznia 2003  | Salt Lake City                                                 | 1000 m (11 stycznia)                                           | Jeremy Wotherspoon                                             | Erben Wennemars                                                | Joey Cheek                                                     |
| 11-12 stycznia 2003  | Salt Lake City                                                 | 500 m (12 stycznia)                                            | Jeremy Wotherspoon                                             | Gerard van Velde                                               | Erben Wennemars                                                |
| 11-12 stycznia 2003  | Salt Lake City                                                 | 1000 m (12 stycznia)                                           | Erben Wennemars                                                | Jeremy Wotherspoon                                             | Gerard van Velde                                               |
| 18-19 stycznia 2003  | 34. Mistrzostwa świata w wieloboju sprinterskim 2003 – Calgary | 34. Mistrzostwa świata w wieloboju sprinterskim 2003 – Calgary | 34. Mistrzostwa świata w wieloboju sprinterskim 2003 – Calgary | 34. Mistrzostwa świata w wieloboju sprinterskim 2003 – Calgary | 34. Mistrzostwa świata w wieloboju sprinterskim 2003 – Calgary |
| 8-9 lutego 2003      | 97. mistrzostwa świata w wieloboju 2003 – Göteborg             | 97. mistrzostwa świata w wieloboju 2003 – Göteborg             | 97. mistrzostwa świata w wieloboju 2003 – Göteborg             | 97. mistrzostwa świata w wieloboju 2003 – Göteborg             | 97. mistrzostwa świata w wieloboju 2003 – Göteborg             |
| 15-16 lutego 2003    | Baselga di Pinè                                                | 5000 m (15 lutego)                                             | Jochem Uytdehaage                                              | Bob de Jong                                                    | Carl Verheijen                                                 |
| 15-16 lutego 2003    | Baselga di Pinè                                                | 1500 m (16 lutego)                                             | Jewgienij Łalenkow                                             | Mark Tuitert                                                   | Erben Wennemars                                                |
| 1-2 marca 2003       | Inzell                                                         | 500 m (1 marca)                                                | Jeremy Wotherspoon                                             | Joey Cheek                                                     | Erben Wennemars                                                |
| 1-2 marca 2003       | Inzell                                                         | 1000 m (1 marca)                                               | Gerard van Velde                                               | Jan Bos                                                        | Jeremy Wotherspoon                                             |
| 1-2 marca 2003       | Inzell                                                         | 500 m (2 marca)                                                | Jeremy Wotherspoon                                             | Gerard van Velde                                               | Kip Carpenter                                                  |
| 7-9 marca 2003       | Heerenveen                                                     | 500 m (7 marca)                                                | Erben Wennemars                                                | Mike Ireland                                                   | Hiroyasu Shimizu                                               |
| 7-9 marca 2003       | Heerenveen                                                     | 1500 m (7 marca)                                               | Jewgienij Łalenkow                                             | Ids Postma                                                     | Ralf van der Rijst                                             |
| 7-9 marca 2003       | Heerenveen                                                     | 500 m (8 marca)                                                | Erben Wennemars                                                | Hiroyasu Shimizu                                               | Jan Bos                                                        |
| 7-9 marca 2003       | Heerenveen                                                     | 1000 m (8 marca)                                               | Erben Wennemars                                                | Gerard van Velde                                               | Jan Bos                                                        |
| 7-9 marca 2003       | Heerenveen                                                     | 1000 m (9 marca)                                               | Erben Wennemars                                                | Gerard van Velde                                               | Joey Cheek                                                     |
| 7-9 marca 2003       | Heerenveen                                                     | 5000 m (9 marca)                                               | Jochem Uytdehaage                                              | Bob de Jong                                                    | Carl Verheijen                                                 |
| 14-16 marca 2003     | 7. mistrzostwa świata na dystansach 2003 – Berlin              | 7. mistrzostwa świata na dystansach 2003 – Berlin              | 7. mistrzostwa świata na dystansach 2003 – Berlin              | 7. mistrzostwa świata na dystansach 2003 – Berlin              | 7. mistrzostwa świata na dystansach 2003 – Berlin              |

#### Klasyfikacje
| Lp. | Zawodnik           | Punkty |
| --- | ------------------ | ------ |
| 1.  | Jeremy Wotherspoon | 852    |
| 2.  | Erben Wennemars    | 642    |
| 3.  | Jōji Katō          | 610    |
| 4.  | Gerard van Velde   | 583    |
| 5.  | Jan Bos            | 507    |
| 6.  | Hiroyasu Shimizu   | 485    |
| 7.  | Dmitrij Łobkow     | 429    |
| 8.  | Joey Cheek         | 403    |
| 9.  | Kip Carpenter      | 371    |
| 10. | Janne Hänninen     | 324    |

| Lp. | Zawodnik           | Punkty |
| --- | ------------------ | ------ |
| 1.  | Erben Wennemars    | 755    |
| 2.  | Gerard van Velde   | 670    |
| 3.  | Jan Bos            | 558    |
| 4.  | Jeremy Wotherspoon | 490    |
| 5.  | Joey Cheek         | 462    |
| 6.  | Nick Pearson       | 418    |
| 7.  | Kip Carpenter      | 307    |
| 8.  | Lee Kyu-hyeok      | 300    |
| 9.  | Janne Hänninen     | 295    |
| 10. | Choi Jae-bong      | 232    |

| Lp. | Zawodnik           | Punkty |
| --- | ------------------ | ------ |
| 1.  | Jewgienij Łalenkow | 460    |
| 2.  | Derek Parra        | 376    |
| 3.  | Erben Wennemars    | 310    |
| 4.  | Aleksandr Kibałko  | 252    |
| 5.  | Mark Tuitert       | 241    |
| 6.  | Ids Postma         | 194    |
| 7.  | Kevin Marshall     | 147    |
| 8.  | Dmitrij Szepiel    | 146    |
| 9.  | Martin Hersman     | 142    |
| 10. | Chris Callis       | 140    |

| Lp. | Zawodnik          | Punkty |
| --- | ----------------- | ------ |
| 1.  | Carl Verheijen    | 460    |
| 2.  | Bob de Jong       | 430    |
| 3.  | Jochem Uytdehaage | 410    |
| 4.  | Lasse Sætre       | 237    |
| 5.  | Gianni Romme      | 236    |
| 6.  | Paweł Zygmunt     | 235    |
| 7.  | Bart Veldkamp     | 159    |
| 8.  | Derek Parra       | 155    |
| 9.  | Frank Dittrich    | 154    |
| 10. | Dmitrij Szepiel   | 152    |